# Népszava
Népszava («Paraula del poble» en hongarès) és un diari socialdemòcrata publicat a Hongria. La seva tirada va ser de 222.000 exemplars el gener de 1989, de 80.000 còpies el 1998 i de 31.742 exemplars el 2009, fet que el converteix en el sisè diari més llegit del país. La seva tirada mitjana és de 21 mil exemplars/dia i l'edició de dissabte de 32 pàgines arriba als 24 mil exemplars. Népszava es publica en gran format.

## Història
Népszava és la publicació impresa degana d'Hongria. Va ser fundat el 1873 a Budapest per Viktor Külföldi. Fins al 1948 va ser el diari oficial del Partit Socialdemòcrata Hongarès. Durant aquest període dos dels redactors en cap van ser assassinats: Béla Somogyi (juntament amb el periodista Béla Bacsó) el 1920 per oficials feixistes, i Illés Mónus el 1944 per membres de la milícia de la Creu Fletxada.
Durant el període de la República Popular d'Hongria, entre 1948 i 1989, va ser el diari oficial dels sindicats hongaresos. L'any 1990 es va privatitzar. El seu editor, l'empresari János Fenyő, va ser assassinat a trets a Budapest el 1998. El crim encara roman sense resoldre. Actualment, el diari és propietat de l'empresari Tamás Leisztinger.
Algunes de les plomes que hi han escrit al llarg de la seva història són Endre Ady, Gyula Illyés, Sándor Jemnitz, Attila József, Margit Kaffka, Dezső Kosztolány, Zsigmond Kunfi i Miklós Radnóti.